# Pseudaonidia manilensis
Pseudaonidia manilensis är en insektsart som beskrevs av Robinson 1918. Pseudaonidia manilensis ingår i släktet Pseudaonidia och familjen pansarsköldlöss. Inga underarter finns listade i Catalogue of Life.